# Muson vecchio, sorgenti e roggia Acqualonga
Muson vecchio, sorgenti e roggia Acqualonga este o arie protejată (arie specială de conservare — SAC, sit de importanță comunitară — SCI) din Italia întinsă pe o suprafață de 27 ha, integral pe uscat.

## Localizare
Centrul sitului Muson vecchio, sorgenti e roggia Acqualonga este situat la coordonatele 45°36′52″N 11°54′39″E / 45.6145°N 11.910894°E.

## Înființare
Situl Muson vecchio, sorgenti e roggia Acqualonga a fost declarat sit de importanță comunitară în iulie 2006 pentru a proteja 25 de specii de animale. Situl a fost protejat și ca arie specială de conservare în iulie 2018.

## Biodiversitate
Situată în ecoregiunea continentală, aria protejată conține 3 habitate naturale: Păduri aluvionare cu Alnus glutinosa și Fraxinus excelsior (Alno-Padion, Alnion incanae, Salicion albae), Pajiști cu Molinia pe soluri calcaroase, turboase sau argilos-nămoloase (Molinion caeruleae), Cursuri de apă de la nivel de câmpie la nivel montan, cu vegetație Ranunculion fluitantis și Callitricho-Batrachion.
La baza desemnării sitului se află mai multe specii protejate:
- păsări (18): lăcar-de-mlaștină (Acrocephalus palustris), fluierar de munte (Actitis hypoleucos), pescăruș albastru (Alcedo atthis), rață pitică (Anas crecca), rață mare (Anas platyrhynchos), stârc cenușiu (Ardea cinerea), stârc roșu (Ardea purpurea), barză albă (Ciconia ciconia), cuc (Cuculus canorus), egretă mică (Egretta garzetta), găinușă de baltă (Gallinula chloropus), stârc pitic (Ixobrychus minutus), sfrâncioc roșiatic (Lanius collurio), privighetoare (Luscinia megarhynchos), codobatură galbenă (Motacilla alba), codobatură de munte (Motacilla cinerea), rață cârâitoare (Spatula querquedula), fluierar de mlaștină (Tringa glareola)
- amfibieni (2): Rana latastei, Triturus carnifex
- nevertebrate (1): Austropotamobius pallipes
- pești (3): Cobitis bilineata, zglăvoacă (Cottus gobio), Lethenteron zanandreai
- reptile (1): țestoasa de baltă (Emys orbicularis)

Pe lângă speciile protejate, pe teritoriul sitului au mai fost identificate 6 specii de amfibieni, 4 specii de mamifere, 4 specii de reptile.